# 12 Heures de Saint-Sébastien
Les 12 Heures de Saint-Sébastien (ou Grand Prix de Guipuscoa, Gran Premio de Turismo Guipúzcoa en espagnol, reconnu en France comme Critérium International des 12 Heures) sont une course automobile internationale d'endurance pour voitures de tourisme, disputée entre 1925 et 1929 sur le circuit de Lasarte (proche de San Sebastián).

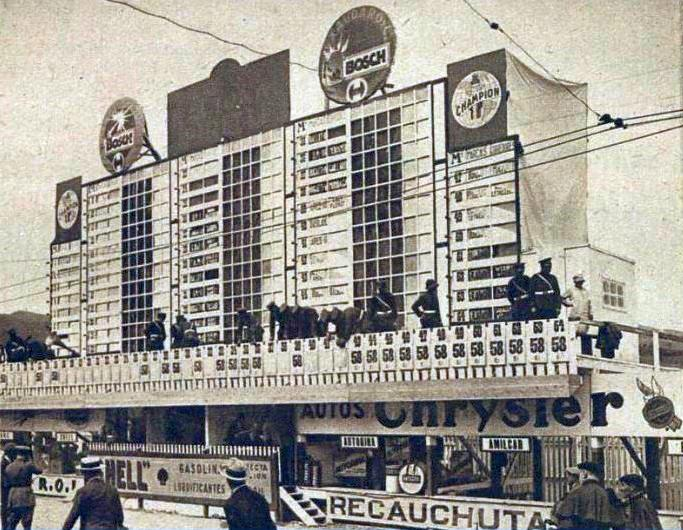
Le tableau d'affichage du circuit de Lassarte en 1926 pour l'épreuve Tourisme (tenu par des militaires).

## Histoire

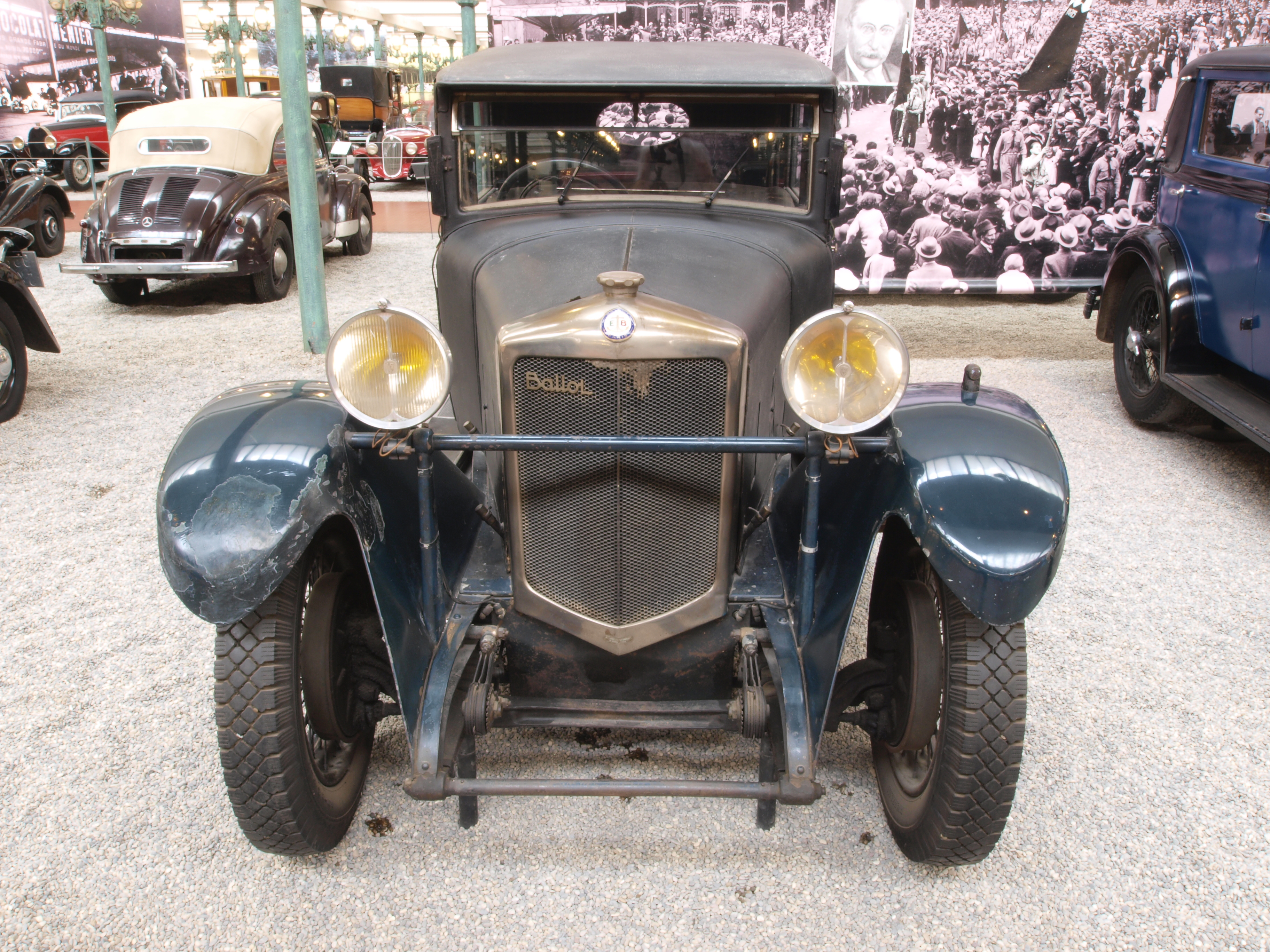
Une Ballot 2LTS de 1925.

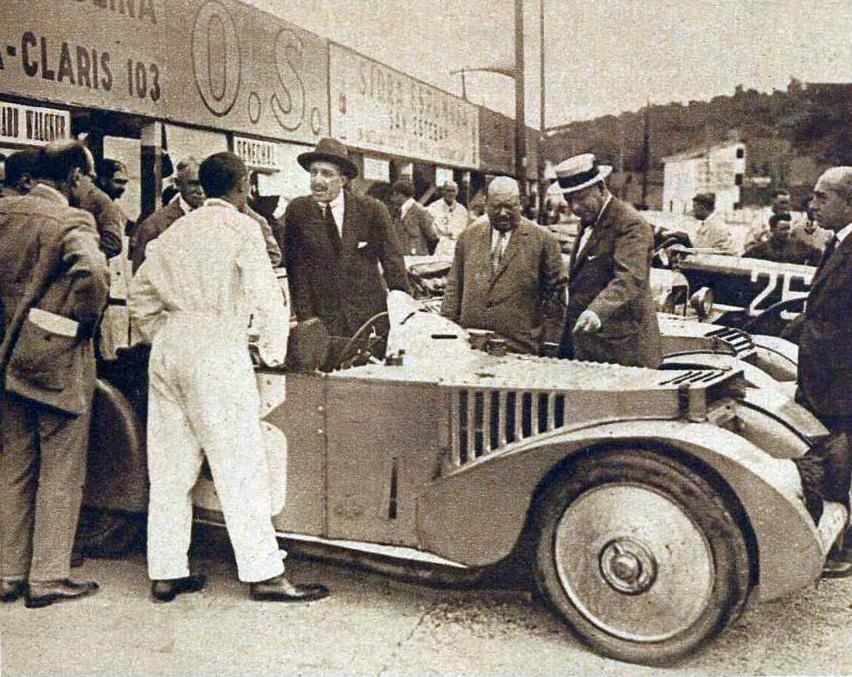
Le roi d'Espagne Alphonse XIII discute avec Léonard et de Zuniga, après leur victoire Tourisme en 1926 (sur Chenard et Walcker).

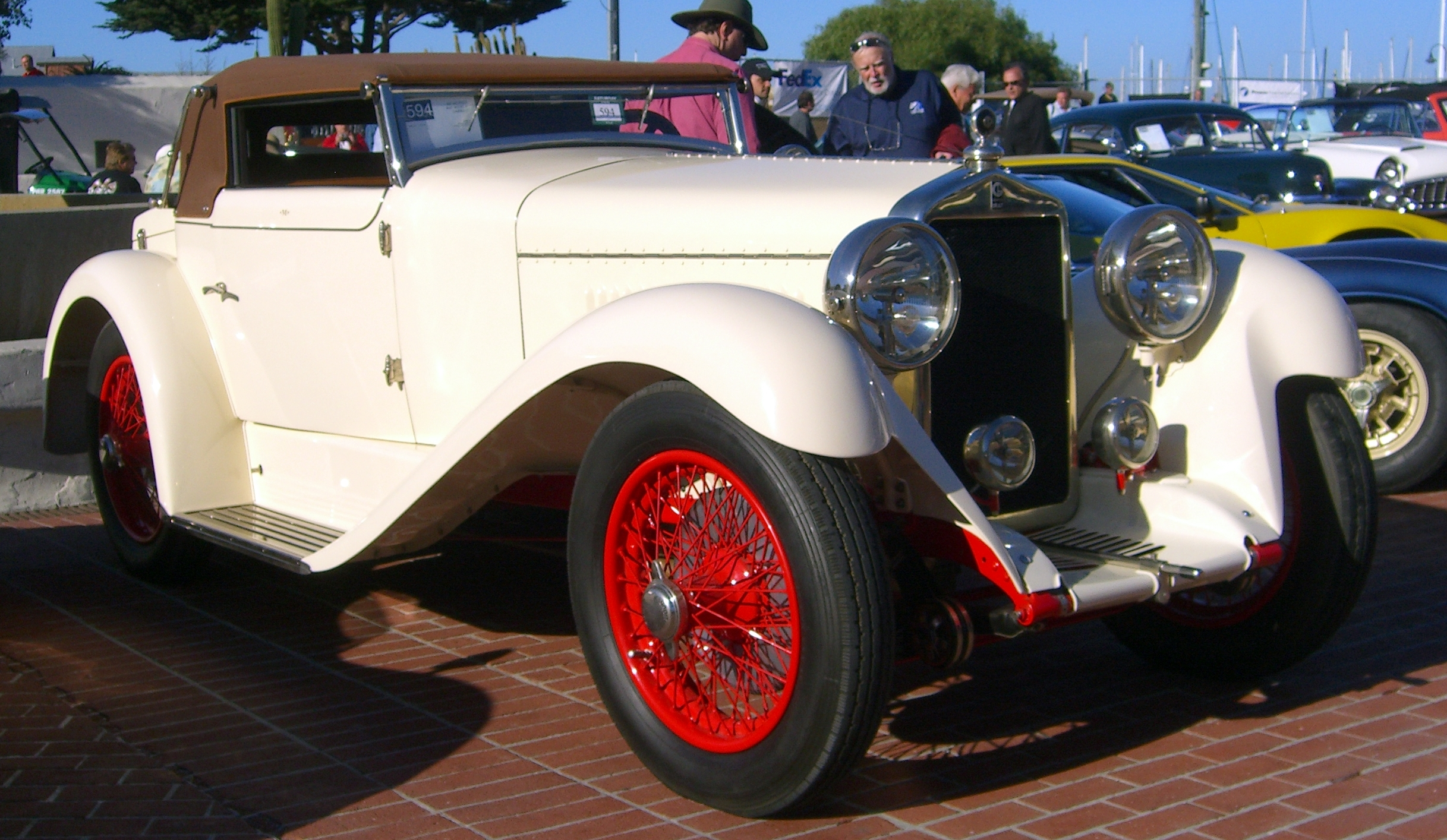
Une Georges Irat modèle A 1927.

Les deux premières éditions du Grand Prix de Guipuscoa ont lieu sous une forme courte: vainqueurs 1923 essentiellement André Dubonnet sur Hispano-Suiza en catégorie 5 de plus de 4.5L. (445,4 kilomètres couverts), et l'espagnol Eduardo Martin sur Bignan en catégorie 2 de moins de 2 L. En 1924 le belge Henri-Julien Matthys s'impose en moins de 2L. encore sur Bignan (un an avant son décès), et en catégorie 5 Gérard de Courcelles sur une Lorraine-Dietrich en plus de 4.5L.. Toutes les classes ont alors encore chacune un nombre différent de tours à parcourir (courses à handicaps spécifiques, disparaissant en 1925).
1926 signe le grand retour international en compétition de Mercedes-Benz après le premier conflit mondial, lors de la deuxième édition longue avec trois nouvelles 24/100K six cylindres 6,25 l. On compte alors 52 partants pour 11 arrivés: des noms tels ceux de Rudolf Caracciola, Otto Merz, Christian Werner, Anne-Cécile Itier,  René Léonard (meilleur tour en course à plus de 118 km/h), André Boileau, Robert Sénéchal, André Morel, Louis Charavel ou Maurice Rost sont à retenir pour cette saison. Les deux Chenard & Walcker prennent les deux premières places (deuxièmes André Lagache et André Pisart). 
En 1929 les vainqueurs forment un trio de pilotes, tous les autres véhicules ayant un ou deux conducteurs. Louis Chiron, Arthur Duray et l'américain Leon Duray (George Stewart) ont fait le déplacement pour participer à cette course devenue le Gran Premio de España para Vehiculos Sport, ainsi que Achille Varzi et Caracciola.
Le circuit de Lasarte, disputé dans le sens anti-horaire au nord de l'hippodrome, a également accueilli 13 Grand Prix avant-guerre, entre 1923 et 1935 (7 de Saint-Sébastien, 5 d'Espagne, et 1 d'Europe). Louis Chiron s'y est imposé trois fois de la sorte (2 GP de San Sebastián, et 1 GP d'Espagne). Il est situé à Lasarte-Oria, Guipuscoa, désormais dans le Pays Basque donnat sur le golfe de Gascogne.

## Palmarès
| Année | Vainqueurs                                   | Voiture           | Distance / vitesse moyenne  |
| ----- | -------------------------------------------- | ----------------- | --------------------------- |
| 1925  | René de Buck Pierre Decrose                  | Ballot 2LTS       | 1 180,500 km / 98,4 km/h    |
| 1926  | Manso de Zúñiga René Léonard                 | Chenard & Walcker | 1 245,382 km / 103,781 km/h |
| 1927  | Marcel Lehoux Maurice Rost                   | Georges Irat      | 1 202,184 km / 100,182 km/h |
| 1928  | André Boillot Louis Rigal                    | Peugeot 18CV s/s  | ?                           |
| 1929  | Louis Rigal Goffredo Zehender Carlo Canavesi | Alfa Romeo        | 1 374,500 km / 114,500 km/h |

## Galerie d'images

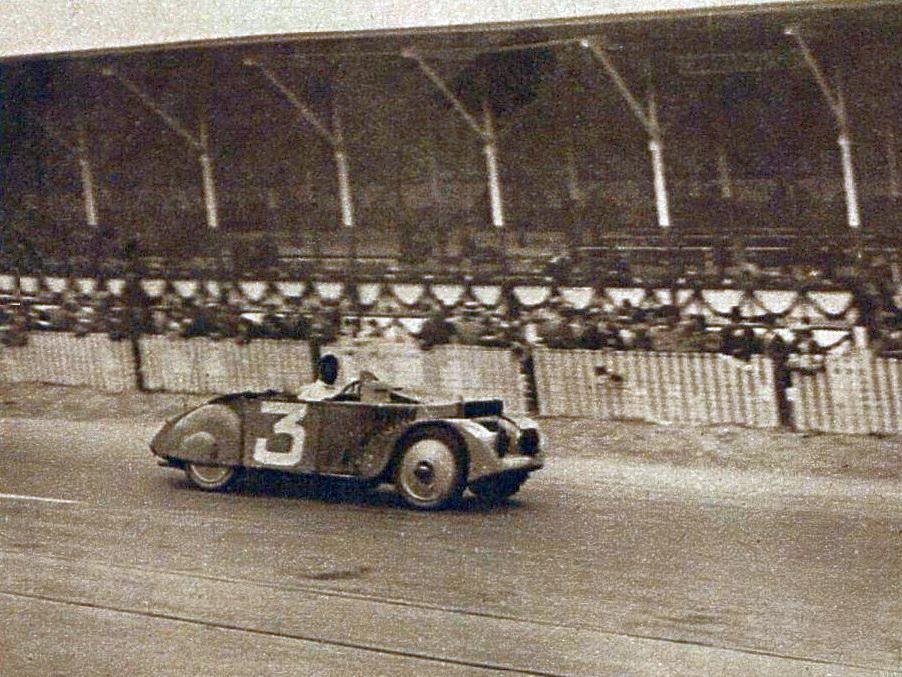
Vainqueurs du Grand Prix Tourisme de Guypuzcoa 1926, René Léonard et Manso de Zúñiga.
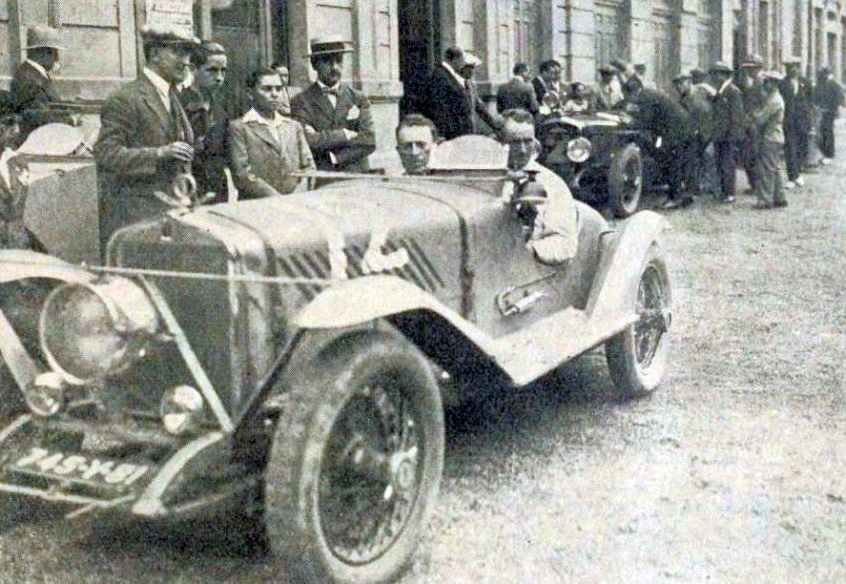
Marcel Lehoux (G) et Maurice Rost (D), vainqueurs des 12 Heures du Grand Prix de Guipuzcoa Tourisme en 1927 sur Georges Irat 11CV.
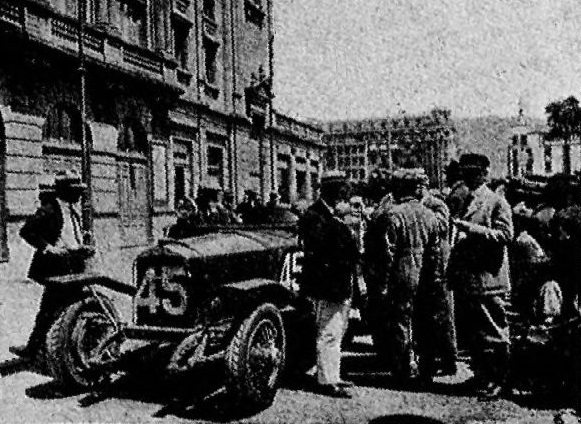
André Boillot et Louis Rigal en 1928, vainqueurs du GP de SaintSébastien Tourisme sur Peugeot 18CV ss.
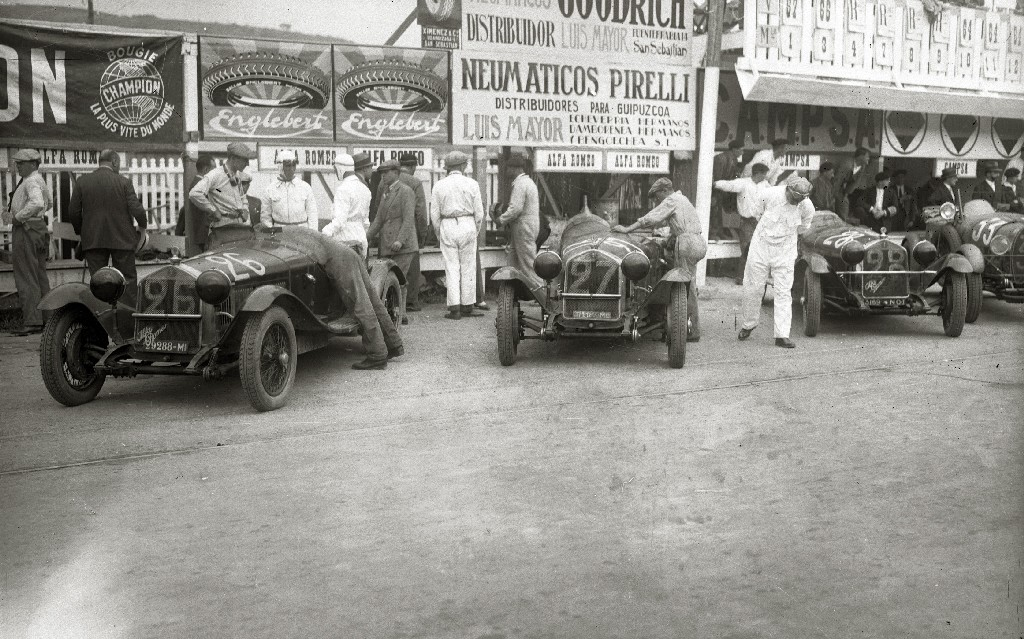
Le stand Alfa Romeo en juillet 1929 pour le GP Guipúzcoa Tourisme.
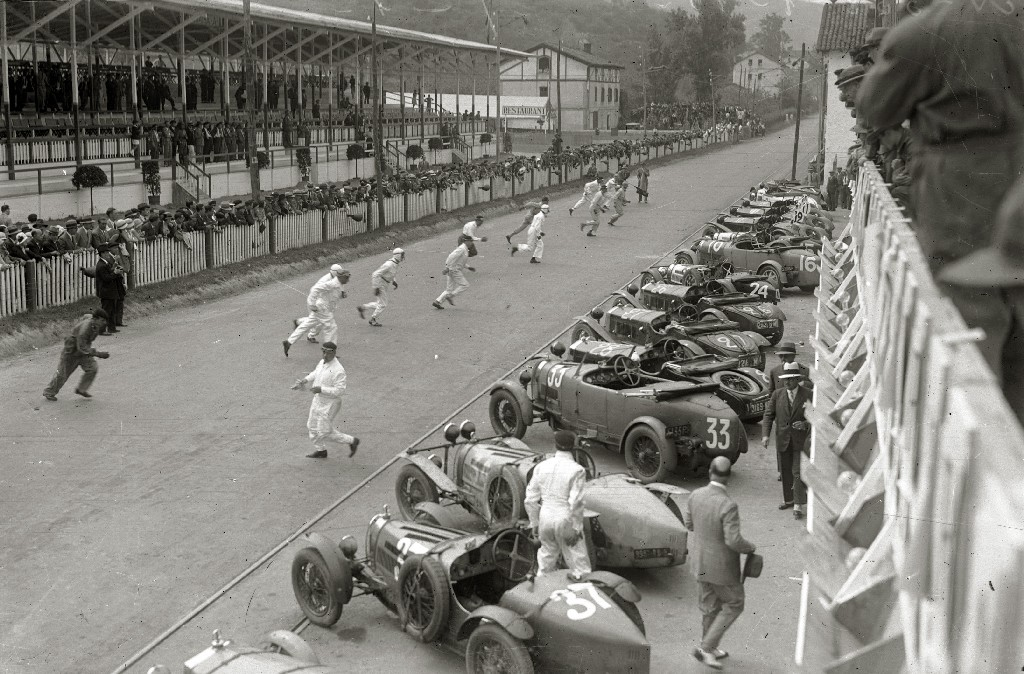
Le départ de l'épreuve, en épi (1929).